# Högt i ett träd en kråka
Högt i ett träd en kråka är en svensk folkvisa med danskt ursprung.

## Historik
Högt i ett träd en kråka fick folklig spridning under 1800-talet genom olika publikationer som skillingtryck och genom muntlig tradition. Visan publicerades första gången i vaudevillen Emilies hjertklappning av den danske författaren Johan Ludvig Heiberg (1791-1860) som översattes till svenska 1843. I föreställningen finns en visa om en siska som blir skjuten av en jägare: "Högt på en gren en siska". Texten trycktes och fick spridning genom ett par skillingtrycksutgåvor 1846 och 1848 med titeln Sånger ur Emilies hjertklappning. Därefter tycks visan tämligen snabbt ha nått ut i den muntliga traditionen, där siskan förvandlades till en kråka och i något fall en duva. Från 1870/80-talen finns det uppteckningar av den både från Finland och Sverige. I de flesta fall har den vid det laget vuxit i längd; de ursprungligen tre stroferna har blivit åtskilligt fler, texten inbjuder till tilldiktningar. Visan är klart skämtsam, trots det åtminstone för kråkan sorgliga ämnet. Poängen är tämligen enkel och ligger dels i ett långt nonsensomkväde, dels i att den enda textraden sjungs två gånger medan dess sista ord bara sjungs en gång, sist i strofen, och därmed får extra betoning: "Högt i ett träd en kråka – satt" och så vidare.

## Publiceringar av visan
Flera av de uppteckningar som gjordes av Högt i ett träd... i slutet av 1800-talet publicerats i olika folkviseutgåvor. Förutom i skillingtrycken från 1840-talet publicerades ännu en variant  av visan i minst fyra skillingtrycksupplagor mellan 1898 och 1909. 1902 stod melodin utan text i arrangemang för piano i Ungdomens Favorit-Melodier. På senare tid har visan förekommit i flera sångböcker för barn och skolungdom. Visan fick också inspelad och utgiven på flera skivutgåvor av bland andra Mona Wessman, och av Alice Babs som spelat in en engelskspråkig version av visan. En folklig variant finns utgiven på skivan Vaggvisor & Ramsor (Musica Sveciae, Folk Music in Sweden 6) utgiven av Caprice Records där sångaren Ragnar Swedberg sjunger visan. Inspelningen med Swedberg är hämtad från Svenskt visarkivs traditionsinspelningar av svensk folkmusik där ytterligare ett tiotal versioner av visan finns inspelade.

### Fonogram
- Alice Babs & Svend Asmussen, Scandinavian songs with Alice & Svend, Swedic, u.å. Diverse artister Vaggvisor & Ramsor (Musica Sveciae, Folk Music in Sweden 6), Caprice Records, 1995
- Mona Wessman, Min skattkammare - Mona Wessman sjunger ur visboken, CBS, 1972